# Witvoorhoofdkwartelduif
De witvoorhoofdkwartelduif (Geotrygon leucometopia) is een vogel uit de familie Columbidae (duiven). De vogel werd in 1917 door de Amerikaanse ornitholoog Frank Michler Chapman geldig beschreven. Het is een bedreigde, endemische vogelsoort  in de Dominicaanse Republiek.

## Kenmerken
De vogel is 28 cm lang. Opvallend kenmerk is de witte vlek op het voorhoofd van de verder leigrijze kop. De bovenkant is verder ook grijs met roodachtige en paarse tinten. Van onder is het verenkleed lichter van kleur, naar onder richting de buik meer warme kleuren en roodbruine onderstaartdekveren. Het oog is rood en de snavel en poten zijn roodachtig.

## Verspreiding en leefgebied
Deze soort is endemisch in de Dominicaanse Republiek in natuurlijk bos in het bergland ( Cordillera Central, Sierra de Baoruco en Sierra de Neiba). Vroeger ook in uitlopers van dit bergland in Haïti.

## Status
De witvoorhoofdkwartelduif heeft een beperkt verspreidingsgebied en daardoor is de kans op uitsterven aanwezig. De grootte van de populatie werd in 2016 door BirdLife International geschat op 600 tot 1700 individuen en de populatie-aantallen nemen af door jacht en vooral habitatverlies. Het leefgebied wordt aangetast door ontbossing waarbij natuurlijk bos wordt omgezet in gebied voor agrarisch gebruik. Om deze redenen staat deze soort als bedreigd op de Rode Lijst van de IUCN.